# Séisme de 1923 du Kantō
Le séisme de Kantō (関東大震災, Kantō daishinsai) a frappé le 1er septembre 1923 la plaine du Kantō dans l'île de Honshū, île principale du Japon, dévastant de nombreuses villes dont Tokyo, détruite à 70 % et Yokohama, détruite à 85 %. C'est la catastrophe naturelle la plus meurtrière du Japon, faisant au moins 90 000 morts. La majeure partie des décès et des destructions sont dues aux nombreux incendies que le tremblement de terre a provoqués dans un habitat dense et très majoritairement en bois. Ce séisme a été estimé en 1977 à une magnitude de moment de 7,9. 
Les fausses rumeurs suivant cette catastrophe entrainèrent des massacres visant les Coréens, Chinois et militants politiques de gauche et faisant plusieurs milliers de morts.

## Contexte géologique

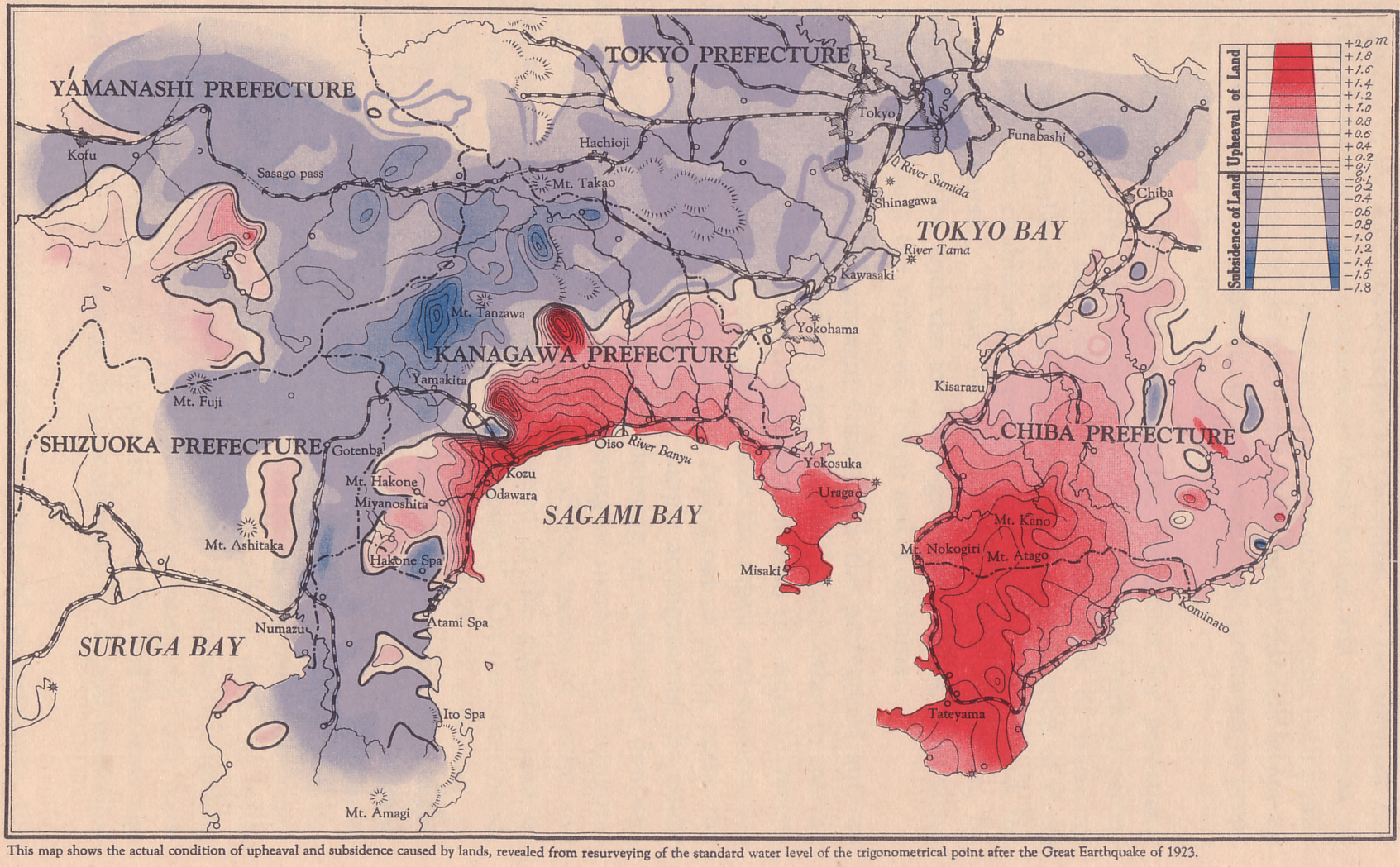
Changement de la topographie du terrain à la suite du séisme. En rouge, les zones qui sont surélevées ; en bleu, celles qui se sont affaissées.

La tectonique de cette région est complexe avec quatre plaques tectoniques distinctes (la plaque pacifique, la plaque philippine, la plaque eurasienne et la plaque nord-américaine) et deux jonctions triples à moins de 200 km de distance l'une de l'autre. Le séisme a eu lieu sur la subduction qui relie ces deux points triples. La fosse engendrée par cette subduction de la plaque philippine sous la plaque nord-américaine est appelée la fosse de Sagami (en).

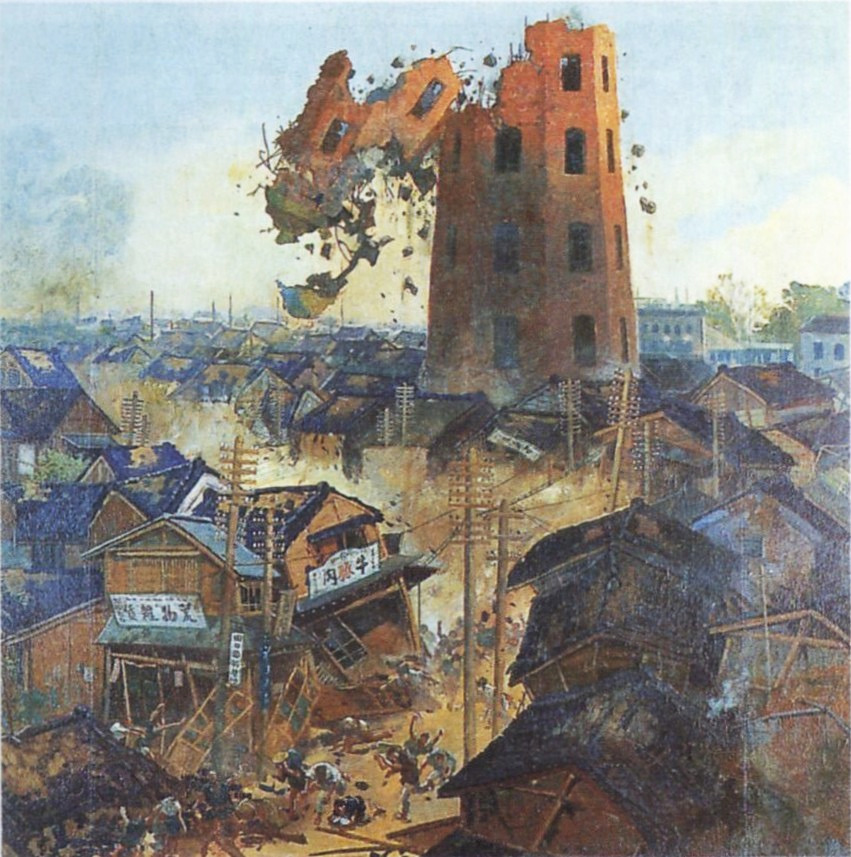
Destruction du Ryōunkaku par le séisme.

La géométrie exacte du plan de faille n'est pas définie avec certitude. Différentes études ont proposé des modèles plus ou moins complexes, comprenant un, deux, voire trois segments de faille pour expliquer les mouvements du sol observés durant le séisme (observations géodésiques). La faille plonge vers le nord-nord-est avec un pendage autour de 27° par rapport à l'horizontale. La segmentation de la faille à son extrémité ouest provient d'une éventuelle courbure du plan de faille. Le mouvement sur le plan de faille est inverse avec une composante décrochante dextre.

## Le séisme
La terre tremble à 11h58, le 1er septembre 1923, jour de rentrée scolaire, dans toute la région du Kanto alors peuplée de 8 millions d'habitants. La magnitude du séisme sera estimée plus tard à 7,9 et provoquera une élévation de la région de 1 cm. Le tremblement de terre se produisant à l'heure de la préparation du déjeuner, des réchauds ou braséros sont allumés dans de nombreuses maisons. Le séisme les renverse, embrasant les tatamis en paille de riz et les cloisons et parois légères des maisons en bois qui se sont effondrées. Très vite après la secousse, de très nombreux incendies éclatent dans l'agglomération de Tokyo, de Chiba jusqu'à Yokohama. Ces incendies sont rapidement propagés du fait des vents forts venant d'un typhon près de la péninsule de Noto (le météorologue japonais Sakuhei Fujiwhara (1884-1950) a fait une étude sur les conditions menant à sa propagation). La propagation et l'importance prise par les incendies s'expliquent aussi par la densité urbaine et l'absence de planification urbaine dans la construction avec l'absence de zones coupe-feux. Comme le tremblement de terre avait détruit les accès à l'eau, il fallut deux jours pour éteindre tous les feux. 

## Victimes et destructions
Le volcanologue américain Thomas Jaggar, dans un article publié en 1924, évoque le chiffre de 400 000 morts.
Le rapport officiel japonais publié le 30 août 1926 fait lui état de 91 344 morts, dont 83 % dans les incendies, 50 000 blessés graves et 13 000 disparus, plus de 3,4 millions de bâtiments auraient été détruits ou endommagés. 
Plusieurs sources parlent de la mort d'une foule de 32 000 personnes dans le district de Honjo. Le feu à Tokyo échappant à tout contrôle, de nombreuses victimes ont été tuées en raison de la panique générale.
D'après une étude du centre de recherche Kajima Kobori de 2004, 105 385 personnes auraient été tuées ou portées disparues. Plus de 570 000 maisons furent détruites, laissant environ 1,9 million de sans-abris. Les dommages ont été estimés à plus d'un milliard de dollars américains aux valeurs contemporaines, Thomas Jaggar estimant pour sa part les dommages à 4,5 milliards de dollars de l'époque.

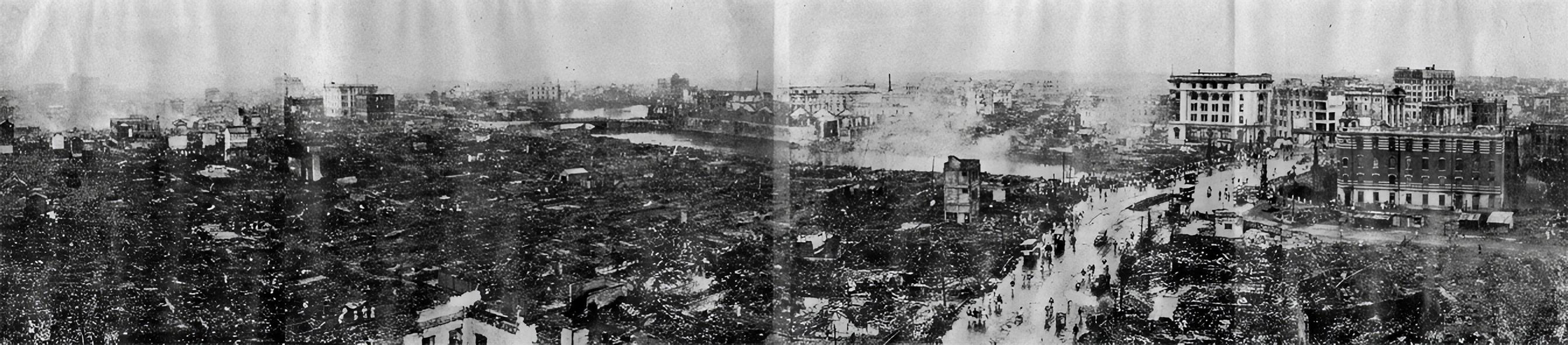
Vue panoramique de Nihonbashi et Kanda le 15 septembre.

## Violences liées au séisme

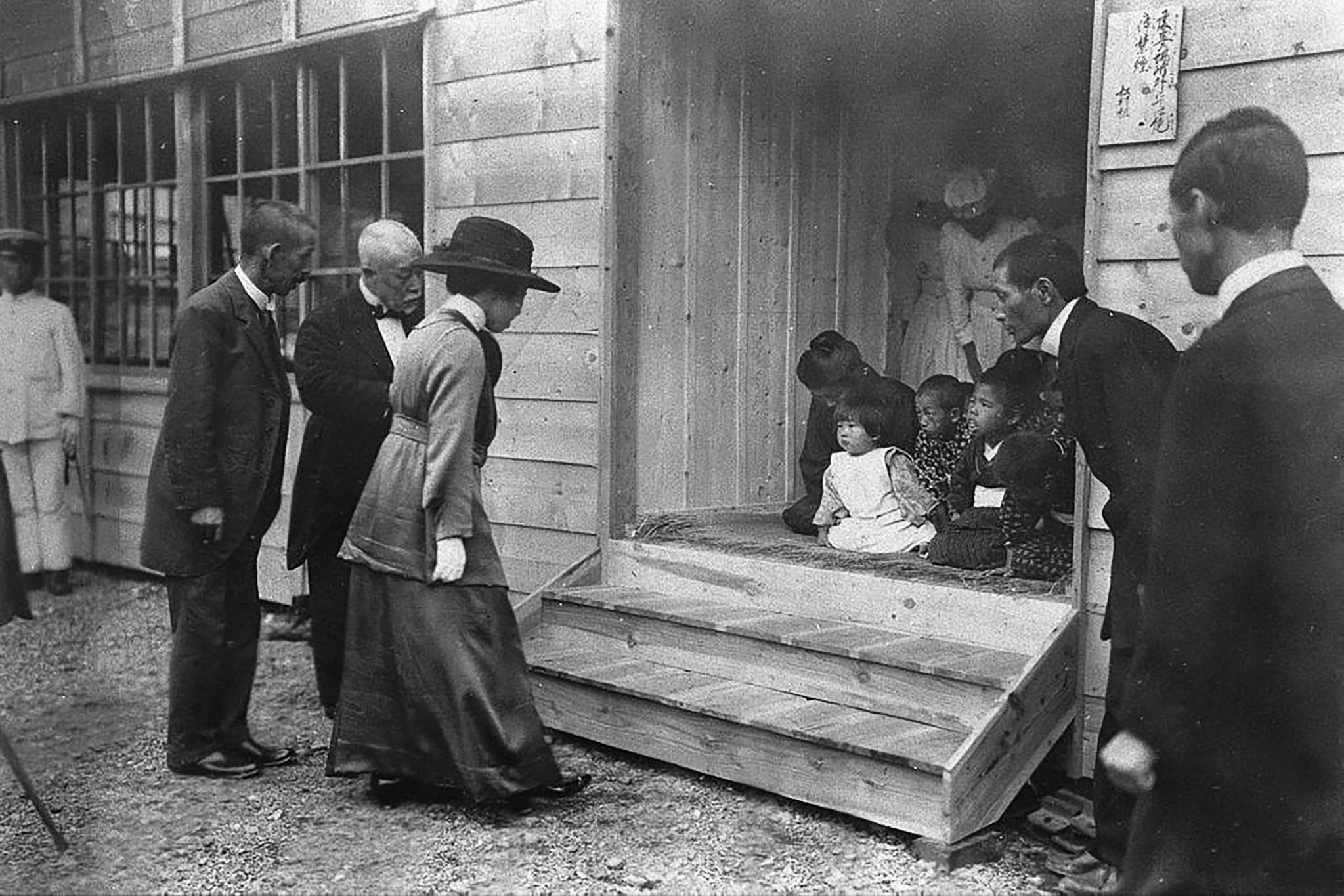
L'impératrice Teimei visite les survivants après le tremblement de terre de Kantō de 1923.

Le chaos et la panique créés par le tremblement de terre amenèrent au développement de nombreuses fausses rumeurs. Des articles de journaux japonais diffusèrent des informations extravagantes ou exagérées, rapportant par exemple l'annihilation de Tokyo, l'enfoncement dans la mer de la totalité de la plaine du Kantō, la destruction de l'archipel d'Izu à cause d'éruptions volcaniques, ou l'apparition d'un immense tsunami jusqu'au mont Akagi (situé au centre du pays).
Une rumeur se développa accusant les Coréens résidant au Japon de tirer parti de la catastrophe pour piller et rançonner, d'empoisonner les puits et d'allumer des incendies. Les nombreux feux présents un peu partout renforcèrent les rumeurs. Le ministère de l'Intérieur a, dès le lendemain du séisme, imposé la loi martiale et adressé à chaque ville une directive demandant de « prendre les mesures appropriées » contre les « Coréens rebelles », avec le concours de la population. Des groupes d’autodéfense japonais, soutenus par la police et l’armée, ont été formés, et pour certains d'entre eux, massacrèrent des Coréens.
Certains Coréens prononçant le son « G » ou « J » avec un accent, il a été rapporté l'existence de barrages dans les villes, où les mots jū-go-en, go-jus-sen (15円 50銭) et gagigugego (がぎぐげご) étaient utilisés comme shibboleths. Ceux qui ne prononçaient pas correctement ces mots étaient battus voire tués, et de nombreux Chinois, Okinawais, ou Japonais d'autres régions ont été identifiés à tort comme Coréens.
Profitant du climat de panique qui suivit le séisme, la police militaire japonaise (Kenpeitai) et la police politique (Tokkō) commirent des assassinats politiques visant les socialistes, les anarchistes et les syndicalistes,. Ainsi, Noe Itō, épisode connu sous le nom d'incident d'Amakasu, tandis que dans le quartier ouvrier de Kameido, dix syndicalistes dont Hirasawa Keishichi, furent exécutés au cours de « l'incident de Kameido ».
Les autorités japonaises de l'époque estimèrent, officiellement, le nombre de victimes à 231 Coréens, 3 Chinois et 56 Japonais tués (en incluant les Okinawais). Une étude gouvernementale de 2009 a très nettement revu ce nombre à la hausse, faisant état de 2 600 à 6 600 victimes coréennes, ainsi que de plusieurs centaines de Chinois, mais aussi des militants politiques japonais. 362 civils japonais furent arrêtés et condamnés. Une minorité fut condamnée à des peines sévères. La plupart eurent des peines légères, ou sortirent ensuite de prison lors des grâces liées au mariage du Prince Hirohito.
Des révisionnistes japonais tentent d'atténuer, voire d'effacer la mémoire de ces lynchages,,. Ce n'est qu'en 1973 qu’une stèle est érigée en mémoire des Coréens assassinés près du mémorial construit pour les victimes du séisme. Chaque 1er septembre, des associations s’y recueillent. Cet hommage provoque parfois des heurts avec des mouvements d’extrême droite qui nient la réalité du massacre. La gouverneure de Tokyo, Yuriko Koike, proche du Parti libéral-démocrate (PLD au pouvoir), refuse également de prendre part aux commémorations.

## Reconstruction
Le gouvernement japonais fait appel à Gotō Shinpei, nommé ministre de l'Intérieur, pour organiser la reconstruction de Tokyo. La destruction de la ville a stimulé urbanistes et architectes qui proposent dans différentes revues des plans de reconstruction. Gotō Shinpei propose un plan ambitieux avec le tracé de larges avenues, des voies circulaires, des ponts anti-sismiques et de grands parcs dans la ville. Pour chaque école est prévu un espace ouvert servant de cour de récréation ou de terrain de sports et pouvant servir de zone refuge. 
Mais les indemnisations à prévoir pour les personnes devant être expulsées, l'opposition des associations de commerçants et les nombreux Tokyoïtes ayant commencé à reconstruire leurs maisons et refusant d'être déplacés obligent à revoir le plan à la baisse. 
Le plan permettra néanmoins la construction des premiers habitats en dur à loyer modéré et accéléra la création de la chaîne publique de radio NHK, le déploiement de la TSF visant à lutter contre la propagation des fausses rumeurs qui avaient suivi le séisme. Le Japon a mis en avant l'importance d'avoir accès à des informations fiables lors des catastrophes naturelles. Les instructions à suivre lors d'un tremblement de terre recommandent notamment de se procurer des informations fiables grâce à la radio, et de ne pas écouter les rumeurs. En 1960, le premier septembre fut désigné jour de la prévention des désastres pour commémorer le tremblement de terre et rappeler aux personnes l'importance de se préparer, septembre et octobre étant situés au milieu de la saison des typhons.